# ARM Cortex-X3
Az ARM Cortex-X3 az Arm vállalat harmadik generációs nagy teljesítményű X-sorozatú processzormagja. Az Arm Total Compute Solutions 2022 termékcsomag (TCS22) részét képezi, együtt a cég Cortex-A715, Cortex-A510 processzoraival és Immortalis-G715, CoreLink CI-700/NI-700 grafikai és hálózati magjaival együtt.
A Cortex-X3 a Cortex-X2 utódja, a Cortex-A715 növelt teljesítményű változata, az Arm által a mobilpiacra tervezett, alacsony fogyasztású, nagy teljesítményű ARM mikroarchitektúra.

## Architekturális változások azARM Cortex-X2processzorhoz képest
A processzorban a következő változtatásokat valósították meg:
- dekódolási szélesség: 6 (növekedés 5-ről)
- átnevezés / kiküldés szélessége: 8
- makroművelet-gyorsítótár (MOP cache): 1,5 k bejegyzés (csökkenés 3k-ról)
- átrendezőpuffer (reorder buffer, ROB): 320 bejegyzés (csökkenés a korábbi 288-ről)
- végrehajtási portok: 15
- futószalaghossz: 9 (csökkenés 10-ről)

A teljesítményre vonatkozó állítások:
- 25%-os csúcsteljesítmény-javulás elődjéhez, a Cortex-X2-höz képest okostelefonokban (3,3 GHz, 1 MiB L2, 8 MiB L3)[2][8]
- 11%-os IPC-növekedés a Cortex-X2-höz képest, azonos processzor, órajel és gyorsítótár-beállítás mellett (más néven ISO-folyamat)[4]
- 34%-kal gyorsabb, mint egy Intel Core i7-1260P (3,6 GHz, 1 MiB L2, 16 MiB L3)[9]

## Alkalmazás
- MediaTek Dimensity 9200[10]
- Qualcomm Snapdragon 8 Gen 2[11]

## Fordítás
Ez a szócikk részben vagy egészben  az   ARM Cortex-X3 című angol Wikipédia-szócikk ezen változatának fordításán alapul.  Az eredeti cikk szerkesztőit annak laptörténete sorolja fel. Ez a jelzés csupán a megfogalmazás eredetét és a szerzői jogokat jelzi, nem szolgál a cikkben szereplő információk forrásmegjelöléseként.